# 北堀舞
北堀 舞（きたほり まい、1983年7月11日 - ）は、日本のAV女優。

## 来歴
2005年にデビュー。

## 作品

### オリジナルビデオ
- 爆乳一挙大放出4時間！！ 初出し！すべて撮り下ろし 伝説の爆乳女優16人
- BEST OF レイプ 8時間
- 世代別巨乳図鑑
- ヌーディストGALビーチDX 4時間SP！！
- 巨乳百選8時間DX
- ヌーディストGALビーチ
- 仕事の休憩中にAV出演する素人女 3
- ザ・カメラテスト やめてください！こんなイヤラシイこと… でも白いお汁がタレて..
- エッチなお姉さんに誘われて 23
- 巨乳女狩り 26
- Kカップ母乳人妻 復活